# Аббес (станция метро)
Аббес (фр. Abbesses) — станция линии 12 Парижского метрополитена, расположенная в XVIII округе Парижа, у западного подножья Монмартра. Самая глубокая станция Парижского метрополитена (глубина заложения 36 метров), из-за чего подъём пассажиров на поверхность осуществляется лифтами или по винтовым лестницам. Также во франкоязычном алфавитном списке станций Парижского метро «Аббес» идёт первой. Названа по одноимённым улице и площади, названным в память о бывшем аббатстве Дам-де-Монмартр.

## История
- Станция открылась 30 января 1913 года, через три месяца после открытия участка Пигаль — Жюль Жоффрен[3] линии А компании Север-Юг. 27 марта 1931 года вошла в состав метрополитена как часть линии 12. В 1950-х и 2007—2008 годах станция подвергалась реновации, в ходе последней ей был возвращён исторический облик.
- Пассажиропоток по станции по входу в 2011 году, по данным RATP, составил 2 545 127 человек[4]. В 2013 году этот показатель вырос до 2 588 279 пассажиров (212 место по уровню входного пассажиропотока в Парижском метро)[5]

## Дизайн
Выход из метро оформлен Эктором Гимаром в виде киоска. Это один из трёх таких выходов, изготовленных Гимаром (два других находятся на станциях «Порт-Дофин» и «Шатле». До 1974 года навес над лестничным сходом, стоящий над входом на станцию Аббес, оформлял выход со станции метро «Отель-де-Виль». Станционный зал оформлен в стиле, использовавшемся компанией Север-Юг в 1910-х годах.

## Галерея

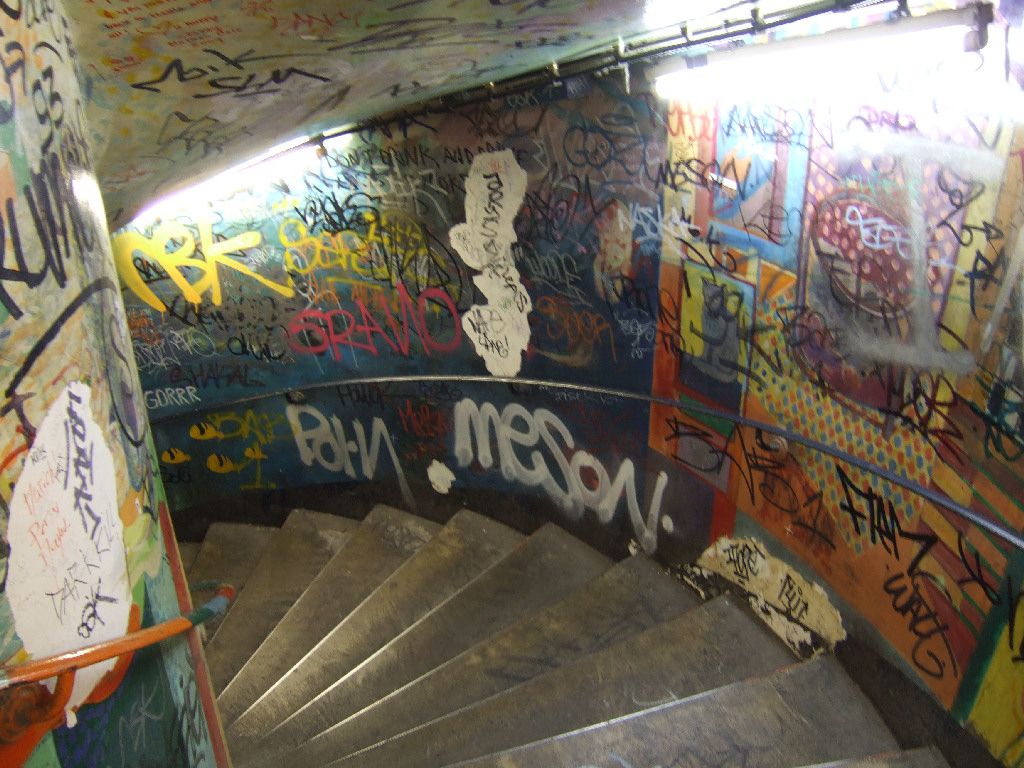
Винтовая лестница входа
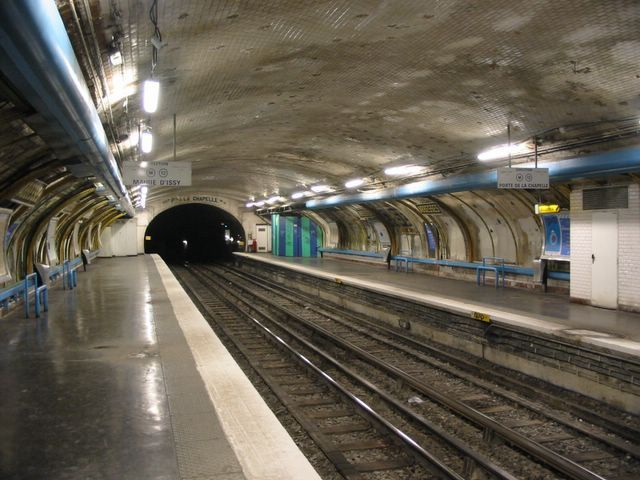
Зал станции в ходе реновации (2006-2007)
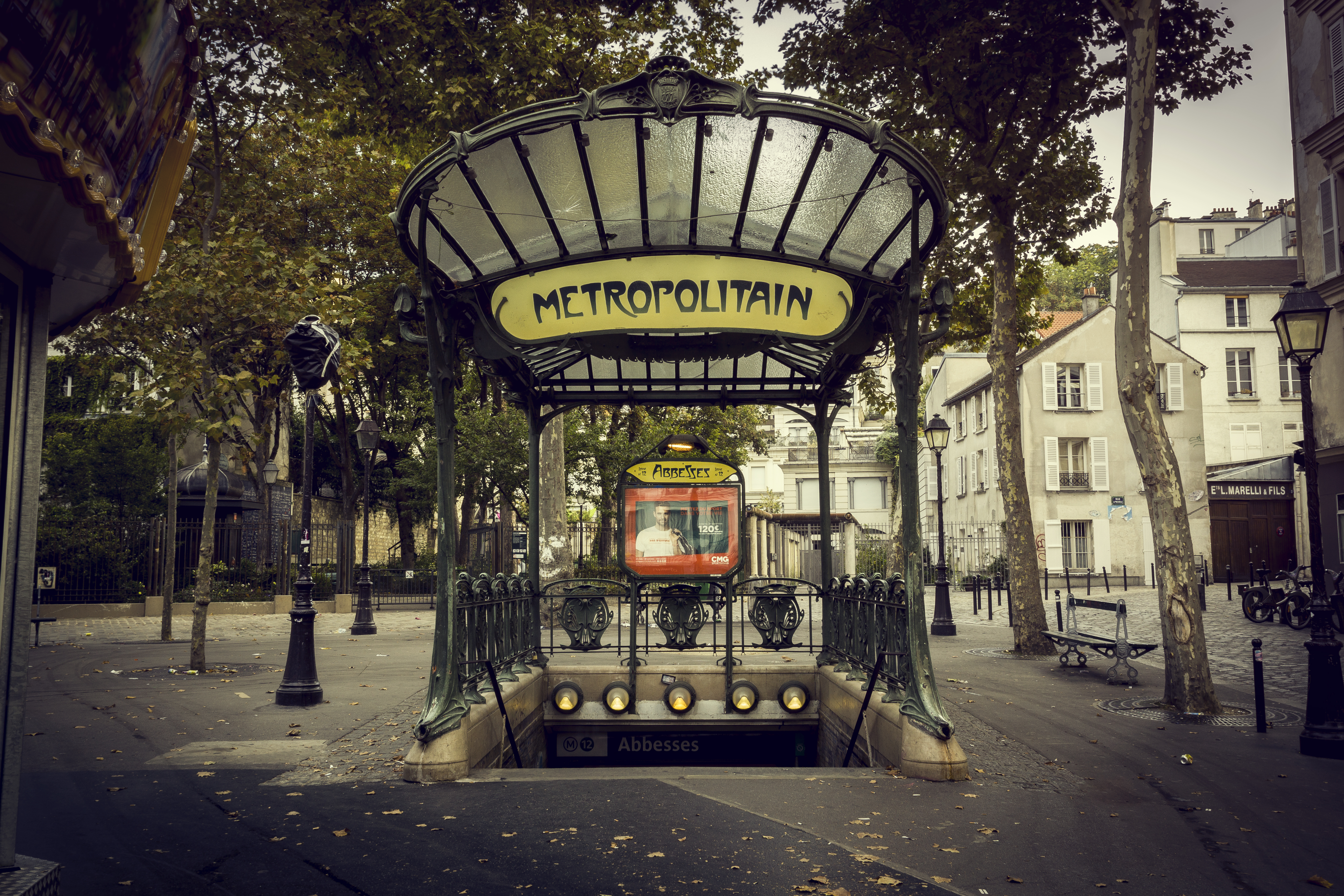
Оформление лестничного схода
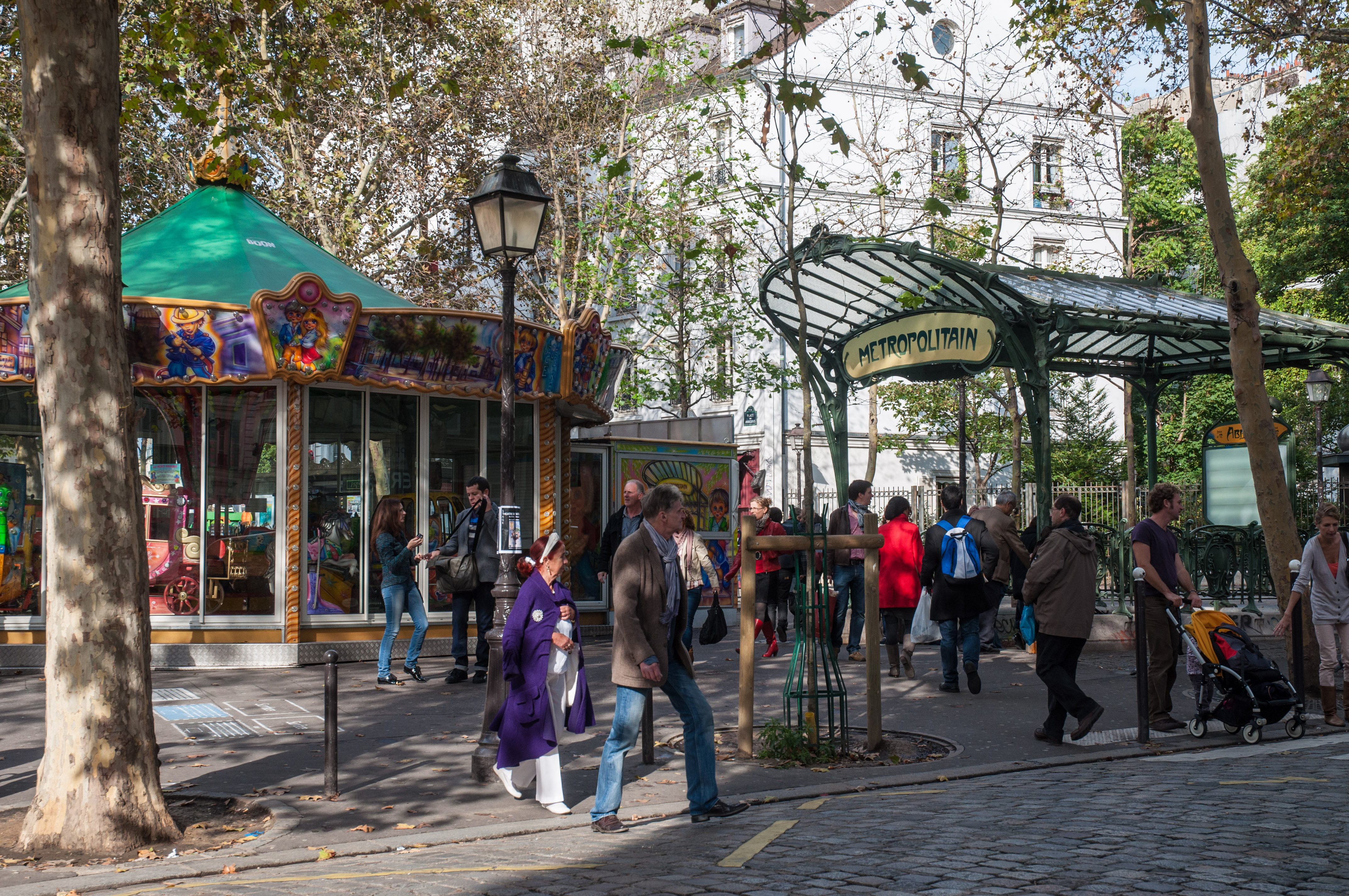
Выход на рю де Аббес